# 多中心法律系统
多中心法律（Polycentric law）是一种独特的法律系统，其中多个法律提供者相互竞争或彼此司法管辖范围相互重叠，相对于垄断性的制定法系统，后者每个司法辖区有一个单一的法律提供者。
卡托研究所前电信与技术研究主管、现任加州查普曼大学法学院法学教授汤姆·贝尔（Tom W. Bell） 在芝加哥大学学习法律时，曾写了一篇题为“多中心法律”的论文，后由人道研究所发表，他在论文中指出，其他人（例如兰迪·巴内特）使用“私造法”、“纯私法”和“非独断法”等名词表述这些多中心的另类法律。  他概述了国家建立之前的传统习惯法，包括由哈耶克、布鲁斯·L·本森和大卫·弗里德曼所阐述的那些，他列举了盎格鲁-萨克逊习惯法、教会法、行会法和商人法等作为多中心法律的例子，他指出，习惯法和制定法并行于历史，当罗马法随罗马帝国的扩张而披泽于罗马人之际，非罗马人仍被允许保留其本土法律。 在一篇于朝圣山学社所举办的1998年哈耶克奖学金竞赛中获得第一名的题为“新千年的多中心法律”的论文中，贝尔预言了三个可能发展出多中心法律的领域：替代性爭端解決方式（ADR）、私人社区和互联网。
从1992年至95年，芬兰赫尔辛基大学资助了一个“多中心法律”研究项目，由拉尔斯·埃里克森（Lars D. Eriksson）领导，其目标在于“通过描绘现代法律和现代法学理论的不明确性，展示现有法律范式的不足，并致力于为现代法学理论探索另外的法律和道德可能性”，并“通过摧毁法律统一性观念和重建法律与道德差异性，从而多中心法律理论肇基。”该项目举办了两次国际会议，在1998年由阿瑞·希沃宁（Ari Hirvonen）编辑的《多中心性：法律的多幕剧》一书汇集了该项目参与学者所著论文。
作为最早论述“非独断法”的作者，兰迪·巴内特后来也采用了“多中心法律秩序”这一术语，他在《自由的结构：法律的公正与规则》一书中，解释了此类系统的优点。
布鲁斯·本森也采用了该术语，他在卡托研究所2007年的一份出版物中写道：“多中心习惯法系统看来远更能为各种不同社区产生大小适宜的有效司法管辖范围——这些社区或许比多数国家小许多，并与许多围绕于它当代政治性司法辖区共存（例如，今日的国际商法便是如此）。”
约翰·帕尔查克（John K. Palchak）和斯坦利·梁（Stanley T. Leung）在题为“无需国家？多中心秩序论批评”的论文中，批评了多中心法律这个概念。

## 相关主题
- 無政府資本主義
- 协商民主
- 协会
- Xeer